# ダンスのように抱き寄せたい/バトンリレー
『ダンスのように抱き寄せたい／バトンリレー』（ダンスのようにだきよせたい / バトンリレー）は、松任谷由実の40枚目のシングル。2010年5月26日発売。

## 解説
- 前作『人魚姫の夢』からおよそ2年9か月ぶりの新作シングル（くるりとのコラボレーション・シングル『シャツを洗えば』を除く）。
- このCD内には、CDとしては初めてCM（CDCM）が収録された。これは松任谷正隆が20年温めていた構想であったと、2010年5月25日放送の日本テレビ系の報道番組『NEWS ZERO』で語っている。
- オリコンチャートの登場週数は6週[2]、チャート最高順位は週間15位、累計1.4万枚のセールスを記録した[1]。

## 収録曲
1. ダンスのように抱き寄せたい (single mix) -Love Dance-[3]
松竹配給映画『RAILWAYS 49歳で電車の運転士になった男の物語』主題歌[4]
2. CDCM:映画「RAILWAYS」Begins-父の乗った電車-
3. ダンスのように抱き寄せたい (Vocal Less)
4. バトンリレー (single mix) -Baton Relay-
第一生命保険CMソング[5]。
5. CDCM:リレーする思い
6. バトンリレー (Vocal Less)

## 収録作品
- ダンスのように抱き寄せたい
  - Road Show
  - 日本の恋と、ユーミンと。
  - ユーミン万歳!

- バトンリレー
  - Road Show

## ライブ映像
- ダンスのように抱き寄せたい
  - YUMI MATSUTOYA CONCERT TOUR 2011 Road Show
  - 松任谷由実 CONCERT TOUR 宇宙図書館 2016-2017

- バトンリレー
  - 未収録